# William Farnum
William Farnum (ur. 4 lipca 1876 w Bostonie, zm. 5 czerwca 1953 w Los Angeles) – amerykański aktor.
8 lutego 1960 otrzymał własną gwiazdę w Alei Gwiazd w Los Angeles znajdującą się przy 6322 Hollywood Boulevard.

## Życiorys
Urodził się w Bostonie w Massachusetts jako syn pary aktorskiej – Clary Adele Atwood i Greenleafa Dustina Farnuma. Miał dwóch braci – starszego Dustina Lancy’ego (1874–1929) i młodszego Marshala Perkinsa „Dinga” (1879–1917). Dorastał w Bucksport w Maine.
Przez dziesięć lat był gwiazdą amerykańskiego kina niemego, stając się jednym z najlepiej opłacanych aktorów swojej epoki. Jego sukcesy w epoce kina niemego zakończyły się w 1924 kontuzją na planie. Zadebiutował w wieku 10 lat w Richmond w Wirginii w przedstawieniu Juliusz Cezar. W 1896 po raz pierwszy wystąpił na Broadwayu, gdzie w 1900 pierwszym poważnym sukcesem scenicznym był tytułowa rola w spektaklu Ben Hur, w którym grał przez pięć lat. Powrócił na Broadway w sztukach autorstwa Williama Shakespeare’a– Sen nocy letniej (1903) w roli Demetriusza i Makbet (1928) jako Banquo.
Był trzykrotnie żonaty i miał jedno dziecko.

## Filmografia
- 1912: The Crisis
- 1914: Znak Krzyża jako Marcus Superbus
- 1917: The Conqueror jako Sam Houston
- 1930: Madame Du Barry jako Ludwik XV
- 1932: Mr. Robinson Crusoe jako William Belmont
- 1934: Sprytna dziewczyna jako Sędzia Flynn
- 1934: Hrabia Monte Christo jako kapitan Leclere
- 1934: Kleopatra jako Lepidus
- 1935: Wyprawy krzyżowe jako Hugo, książę Burgundii
- 1938: Żebrak w purpurze jako generał Barbezier
- 1942: Zdobywcy jako Wheaton
- 1943: Kaci także umierają jako Viktorin
- 1944: Klątwa mumii jako kościelny
- 1945: Captain Kidd jako kapitan Rawson
- 1946: My Dog Shep jako Carter J. Latham
- 1949: Samson i Dalila jako Tubal
- 1952: Samotna gwiazda jako Tom Crockett
- 1952: Jaś i łodyga fasoli jako król